# کوربیس
کوربیس (Corbis) شرکتی در سیاتل، واشینگتن ایالات متحده امریکا بود که برای عکس‌ها، فیلم‌ها و دیگر پرونده‌های دیداری مجوز حق تکثیر صادر می‌کرد. کوربیس بایگانی بزرگی شامل ۱۰۰ میلیون عکس و ۸۰۰٬۰۰۰ ویدئو داشت.
در ۲۰۱۶، بخش بصری کوربیس به گروه بصری چین (Visual China Group) فروخته شد. مالک جدید پروانهٔ بهره‌برداری از آثار آرشیوی شرکت را در خارج از چین به رقیب دیرینهٔ کوربیس یعنی گتی ایمیجز واگذار کرد. مدیرعامل گتی توئیت کرد: «۲۱ سال طول کشید ولی بالاخره شد. گرفتن شیر و خامه و پنیر و ماست و گوشت بدون خریدن گاو لذت‌بخش بود». بخش تبلیغات و مدیریت هنرمندان کوربیس به شبکهٔ سرگرمی برندد (Branded Entertainment Network) تغییر نام داد و مقرش از سیاتل به لس‌آنجلس رفت.